# Olszewo (powiat nidzicki)
Olszewo – wieś w Polsce, położona w województwie warmińsko-mazurskim, w powiecie nidzickim, w gminie Nidzica.
| SIMC    | Nazwa    | Rodzaj    |
| ------- | -------- | --------- |
| 0483932 | Olszewko | część wsi |

W latach 1975–1998 miejscowość należała administracyjnie do województwa olsztyńskiego.